# Río Gregorio
El río Gregorio (o Gregório) es un río amazónico, uno de los principales afluentes del río Juruá, que discurre por los estados brasileños de Acre y Amazonas. Tiene una longitud total de 350 km.
Nace en el estado de Acre, algo al noroeste del territorio indígena Río Gregorio y discurre en dirección noreste. Cruza la frontera con el estado de Amazonas pasada la localidad de Sao Vicente y sigue la misma dirección noreste, atravesando los asentamientos de Lorena y Santo Amaro. Atraviesa el territorio indígena Kulina do medio Juruá y desemboca, por la margen derecha, en el río Juruá, aguas arriba de Uniao. Su curso atraviesa los municipios brasileños de Tarauacá, en Acre, e Ipixuna y Santa Rosa do Purus, en el estado de Amazonas.